# Copa Sevilla 2024
La Copa Sevilla 2024 è stato un torneo maschile di tennis professionistico. È stata la 33ª edizione del torneo, facente parte della categoria Challenger 125 nell'ambito dell'ATP Challenger Tour 2024, con un montepremi di 148 000 €. Si è giocato dal 2 all'8 settembre 2024 sui campi in terra rossa del Real Club de Tenis Betis di Siviglia, in Spagna.

## Partecipanti

### Teste di serie
| Nazionalità | Giocatore               | Ranking* | Testa di serie |
| ----------- | ----------------------- | -------- | -------------- |
| Spagna      | Roberto Carballés Baena | 55       | 1              |
| Argentina   | Federico Coria          | 79       | 2              |
| Germania    | Daniel Altmaier         | 89       | 3              |
| Spagna      | Albert Ramos Viñolas    | 122      | 4              |
| Svizzera    | Alexander Ritschard     | 131      | 5              |
| Spagna      | Oriol Roca Batalla      | 156      | 6              |
| Lituania    | Vilius Gaubas           | 185      | 7              |
| Francia     | Calvin Hemery           | 201      | 8              |

* Ranking al 26 agosto 2024.

### Altri partecipanti
I seguenti giocatori hanno ricevuto una wild card per il tabellone principale:
- Gerard Campana Lee
- David Jordà Sanchis
- Iñaki Montes de la Torre

I seguenti giocatori sono entrati in tabellone come alternate:
- Alberto Barroso Campos
- Nikolás Sánchez Izquierdo

I seguenti giocatori sono passati dalle qualificazioni:
- Raul Brancaccio
- Guy den Ouden
- Daniel Mérida
- Maxime Chazal
- Nicolás Álvarez Varona
- Alejo Sánchez Quílez

## Punti e montepremi
| Torneo    | Torneo              | V      | F      | SF    | QF    | 2T    | 1T    | Q | Q2  | Q1  |
| Singolare | Punti               | 125    | 64     | 35    | 16    | 8     | 0     | 5 | 3   | 0   |
| Singolare | Premi in denaro (€) | 19 650 | 11 570 | 6 850 | 3 990 | 2 345 | 1 420 | – | 710 | 355 |
| Doppio    | Punti               | 125    | 64     | 35    | 16    | –     | 0     | – | –   | –   |
| Doppio    | Premi in denaro (€) | 8 420  | 4 900  | 2 940 | 1 750 | –     | 990   | – | –   | –   |

## Campioni

### Singolare
Roberto Carballés Baena ha sconfitto in finale  Daniel Altmaier con il punteggio di 6–3, 7–5.

### Doppio
Petr Nouza /  Patrik Rikl hanno sconfitto in finale  George Goldhoff /  Fernando Romboli con il punteggio di 6–3, 6–2.